# Волынцевское (Путивльский район)
Волынцевское (укр. Волинцівське) — посёлок,
Юрьевский сельский совет,
Путивльский район,
Сумская область,
Украина.
Код КОАТУУ — 5923888203. Население по переписи 2001 года составляло 20 человек.

## Географическое положение
Посёлок Волынцевское находится в 5 км от правого берега реки Сейм.
На расстоянии в 1 км расположено село Волынцево.
Местность вокруг посёлка сильно заболочена, вокруг проведено много ирригационных каналов.